# Atylus guttatus
Atylus guttatus är en kräftdjursart som först beskrevs av Costa 1851.  Atylus guttatus ingår i släktet Atylus och familjen Dexaminidae. Inga underarter finns listade i Catalogue of Life.